# Gonzalo Salvá
Gonzalo Salvá Simbor (París, 1845-Valencia, 1923) fue un pintor español.

## Biografía
Nació en París el 7 de abril de 1845, hijo del bibliógrafo valenciano Pedro Salvá y Mallen. Hizo sus primeros estudios bajo la dirección de Rafael Montesinos, y posteriormente en la Escuela Superior de Bellas Artes de Madrid y en París. A mediados de la década de 1880 era catedrático en la Escuela de Valencia.
Sus principales obras fueron: San Rafael, de tamaño natural; Retrato de D . Mariano Vallés, rector de la Universidad de Valencia; otro retrato de Antonio Ripollés, diputado provincial; Interior del patio de un castillo, en el acto de salir de caza sus señores, en la época de Carlos I; Corral de la casa de un labrador valenciano; La celebración de la misa en una casucha de Aragón; El cura de una capilla de las afueras de Valencia bendiciendo a los animales domésticos que le presentan; María Estuardo jurando sobre los Evangelios que es inocente, después de escuchar la lectura de su sentencia de muerte; Impresiones de capellanes; retratos de Práxedes Mateo Sagasta, Juan Eugenio Hartzenbusch, Eduardo Rosales y Cristóbal Pascual y Genís; Un recuerdo de los breñales de Chelva; Cristo ante el tribunal de Pilatos, y El entierro del Salvador, para la iglesia de Chelva.
Muchas de las obras anteriores figuraron en diferentes exposiciones, siendo premiado su autor en la regional de Valencia de 1867 con una medalla de plata. En 1881 publicó un Tratado de perspectiva lineal. Salvá, que fue maestro de Joaquín Sorolla, falleció en 1923 en Valencia.